# 周紹棟
周紹棟（1955年11月3日—），臺灣男演員。

## 生平
周紹棟演出的第一部電影作品，是影劇圈中素有「二秦二林」之一的秦漢與林青霞所主演、劉立立執導的文藝片《彩霞滿天》，該片於1979年1月28日上映。同年又接連客串演出屠忠訓執導，宋項如編劇，胡慧中、張國柱主演的《歡顏》與孫聖源所執導的《落翅仔》（出自閩南語，泛指流鶯）兩部電影，上映日期分別為5月25日與11月6日。
1983年首次加入中國電視公司之後演出的第一部八點檔古裝連續劇，則是與崔浩然、邱于庭 、郎雄 、陳莎莉 、吳元俊 、葛香亭 、關毅主演的古裝單元劇《大執法》。1984年至1985年，並與潘迎紫、寇世勳、張佩華、宋岡陵、沈時華、謝屏楠、李亞明、高振鵬等演員聯合主演《秋水伊人》、《牽情》、《夕陽山外山》、《大城小調》、《含羞草》等劇。1986年與姜厚任、張詠詠 、沈海蓉 、胡錦演出周遊製作，臥龍生原著小說改編的古裝劇《金劍鵰翎》。隔年則與林青霞領銜主演丁善璽所執導的電影《旗正飄飄》。
1987年10月與張晨光、甄秀珍等多名演員隨劇組前往新加坡拍攝中視備檔戲《小姐與流氓》，拍攝期間適逢周紹棟32歲生日。1988年2月則與曾慶瑜、劉瑞琪 、郎雄 、黃文豪，聯合主演梁羽生武俠小說所改編的八點檔電視劇《天山英雄傳》。
1992年至1994年，周紹棟前往中國大陸拍攝周遊製作的電視劇《武林奇緣》與《唐太宗李世民》。2000年前後，則又開始接拍華視八點檔古裝單元劇《施公奇案》與台視製播的《雍正大帝》。

## 電影作品
| 年度   | 劇名             | 角色   |
| ------ | ---------------- | ------ |
| 1979年 | 彩霞滿天         | 關若飛 |
| 1979年 | 歡顏             |        |
| 1979年 | 落翅仔           |        |
| 1980年 | 你那好冷的小手   |        |
| 1980年 | 《碧血黃花》     | 林覺民 |
| 1981年 | 《聚散兩依依》   | 鍾文樵 |
| 1981年 | 天字第一號       |        |
| 1982年 | 笨鳥滿天飛       |        |
| 1987年 | 《旗正飄飄》     |        |
| 2012年 | 《搞定岳父大人》 |        |

## 電視劇（台灣）
| 年度   | 播出頻道 | 劇名                      | 角色   |
| ------ | -------- | ------------------------- | ------ |
| 1983年 | 中視     | 《大執法》                | 黃天霸 |
| 1984年 | 中視     | 《鹿鼎記》                | 康熙   |
| 1984年 | 中視     | 《秋水伊人》              | 徐超俊 |
| 1984年 | 中視     | 《午夜情挑》              |        |
| 1984年 | 中視     | 《我的朋友》              |        |
| 1985年 | 中視     | 《牽情》                  | 林子揚 |
| 1985年 | 中視     | 《夕陽山外山》            |        |
| 1985年 | 中視     | 《大城小調》              | 古中   |
| 1986年 | 中視     | 《金劍鵰翎》              | 蕭翎   |
| 1986年 | 中視     | 《迷情》                  | 霍平   |
| 1986年 | 中視     | 《紅男綠女》              | 周明松 |
| 1987年 | 中視     | 《含羞草》                | 趙子豪 |
| 1987年 | 中視     | 創作劇坊－《千山萬水》    | 趙文川 |
| 1987年 | 中視     | 金獎劇場－《大橋頭》      | 武繼剛 |
| 1987年 | 中視     | 《小姐與流氓》            | 鄭予鄉 |
| 1988年 | 中視     | 《天山英雄傳》            | 荊世遺 |
| 1988年 | 中視     | 黃金劇場 - 《真正的溫柔》 | 周志豪 |
| 1988年 | 中視     | 《母親我愛你》            |        |
| 1989年 | 中視     | 《天使之愛》              | 韋雅俊 |
| 1990年 | 中視     | 黃金劇場 - 《情繫半生緣》 |        |
| 1991年 | 中視     | 黃金劇場 - 《兩個月亮》   | 楊夢祥 |
| 1991年 | 中視     | 《一代名伎李師師》        | 宋徽宗 |
| 1993年 | 中視     | 黃金劇場 - 《無盡的愛》   | 雷復生 |
| 1996年 | 中視     | 《情定少林寺》            | 唐代宗 |
| 1979年 | 台視     | 《金鳳凰》                | 桑傑   |
| 1979年 | 台視     | 《彩霞滿情天》            | 凌柏奇 |
| 1994年 | 台視     | 《唐太宗李世民》          | 李淵   |
| 1994年 | 台視     | 《徐悲鴻》                | 徐悲鴻 |
| 1995年 | 台視     | 《情愛紅塵》              | 錢大宇 |
| 1996年 | 台視     | 《對對糊》                |        |
| 1996年 | 台視     | 《花落花開 》             | 任以安 |
| 1997年 | 台視     | 《父子關係》              | 黃志明 |
| 1997年 | 台視     | 《康熙情鎖金殿》          | 伍次友 |
| 2001年 | 台視     | 《雍正大帝》              | 胤礽   |
| 2008年 | 台視     | 《神機妙算劉伯溫》        | 土召木 |
| 2009年 | 台視     | 《一代神相賴布衣》        | 楊庸   |
| 2009年 | 台視     | 《嘉慶君遊台灣》          | 鄭樹東 |
| 2012年 | 台視     | 《巔峰時代》              | 老馬   |
| 1997年 | 華視     | 《施公奇案》 - 麒麟蠱     | 榮貴   |
| 1997年 | 華視     | 《施公奇案》 – 變臉       | 淳親王 |
| 1997年 | 華視     | 《施公奇案》 – 河東獅吼   | 凌宇軒 |
| 1998年 | 華視     | 《施公奇案》 - 祥龍脫困   | 羅碩   |
| 2000年 | 華視     | 《懷玉公主》              | 傅正   |

## 電視劇（中國大陸）
| 年度   | 播出頻道          | 劇名               | 角色     |
| ------ | ----------------- | ------------------ | -------- |
| 2012年 | 貴州衛視 廣東衛視 | 《刁蠻新娘》       | 戴慶豪   |
| 2012年 | 湖南衛視          | 《軒轅劍之天之痕》 | 撻拔伯雄 |
| 2012年 | 湖南衛視          | 《賞金獵人》       | 白世朗   |
| 2012年 | 四川公共频道      | 《搜神記》         | 伏羲     |
| 2013年 | 安徽衛視          | 《愛情自有天意》   | 程如山   |
| 2013年 | 湖南衛視          | 《女相》           | 高忠     |
| 2015年 | 湖南衛視          | 《少年四大名捕》   | 襄王     |
| 2016年 | 深圳衛視          | 《緣來幸福》       | 何遠堂   |
| 2017年 | 愛奇藝 深圳衛視   | 《雲巔之上》       | 季董     |

## 綜藝節目
周紹棟曾於1990年初，參加豬哥亮（當集主持人另有康弘、黃西田與蔡頭）所主持的綜藝節目《豬哥亮俱樂部》。除了接受訪問之外，共獻唱了「今夜我想喝醉」與「出外人」兩首歌曲。

## 廣告
- 裕榮食品 – 巴比Q

## 個人生活
周紹棟已婚，長年於上海及美國兩地生活。1998年，兒子於美國出生。
2002年拍完華視《懷玉公主》後，隨即放下台灣的演藝事業前往美國從事買賣影片生意。為照顧母親兼顧工作，而後輾轉移居上海。遂因做生意慘賠400萬人民幣（約新台幣1600萬元），並且賣掉了美國的房產，坦言還有一半債務尚未結清。
周紹棟拍過上百部影視作品，亦未曾想過置產。而他目前所居住的房子，則是母親當年以90萬人民幣（約台幣360萬元）買下來的。母親辭世後，他和老婆、10歲兒子同住。不拍戲時仍持續代理影片生意，老婆上班，他就負責接送兒子上下學、陪兒子做功課。雖長年在上海，周紹棟經常返台看病。二十年前因於中視拍戲跌傷頸椎，以致頸椎骨凸出；加上高血壓，現在仍不時返台拿藥、運動和復健。
2007年3月份，他曾返台客串台視八點檔《神機妙算劉伯溫》。拍戲期間，他住了十天商務旅館就花掉6萬元台幣。後因製作人俞惟中力邀，他又復出拍攝《一代神相賴布衣》飾演楊庸。
2010年後至今，周紹棟已將演藝事業重心轉返中國大陸。並接拍《搜神記》、《陸貞傳奇》（又名「女相」）與《少年四大名捕》，近期戲劇作品則為2017年的《雲巔之上》，該劇於深圳衛視播出。

## 註解
1. ↑  本片由瓊瑤原著之同名小說改編。